# PayPal
贝宝，是一个總部位於美國加利福尼亞州聖荷西市的因特網第三方支付服務提供商，允許在使用電子郵件來標示身份的用户之間轉移資金，避免了傳統的郵寄支票或者匯款的方法。PayPal也和一些電子商務網站合作，成為它們的付款方式之一；但是用這種付錢方式轉帳時，PayPal收取數額比例相當高昂的手續費。

## 發展
PayPal在1998年12月由Ken Howery、马克斯·列夫琴、Luke Nosek、伊隆·馬斯克及彼得·泰爾建立，是由Confinity及X.com（非推特的後繼者X）两家公司合并而成。
其後，PayPal於2000年起陆续扩充业务，如在其他国家推出业务及加入美元、英鎊、加元、欧元、澳元、日圓、新台幣及港元等货币单位。
2002年10月，全球最大拍卖网站eBay以15亿美元收购PayPal，PayPal成为eBay的主要付款途径之一。
现在，PayPal已经支持超过193个地区，注册用户数量超过二亿五千万（2012年）。PayPal是目前全球最大的在线支付提供商。
2002年3月，两名PayPal用户控告PayPal违反了《电子资金传送法》（EFTA）及加州法律，但辩方PayPal否认一切控罪。该两宗官司随后合併作一宗共同起诉；PayPal于2003年11月提出非正式和解，并于2004年6月11日签署了正式和解书，并把业务改至切合电子资金传送法及赔偿被冻客户925万美元。
2013年PayPal以8亿美元收购Braintree。
2015年3月3日PayPal以2.9亿美元收购电子钱包公司Paydiant。
2015年6月27日eBay董事会同意分拆PayPal上市，持有eBay股份的投资者，每股eBay普通股将可以获得1股PayPal普通股。这些PayPal股票将于7月17日发放，而PayPal股票将于7月20日以PYPL的股票代码交易在纳斯达克交易所挂牌上市。
2015年7月2日PayPal以8.9亿美元收购美国旧金山的跨境汇款公司Xoom，踏入规模5860亿美元的跨境汇款市场。
2017年2月15日PayPal以2.33亿美元现金收购加拿大支付平台TIONetwork，将帐单支付业务移转到TIO Networks的云端平台。
2017年8月11日PayPal以1.83亿美元收购网络借贷公司Swift Financial，以扩大其业务，为商户提供营运资金。
2018年5月18日PayPal斥资22亿美元（约171.6亿港元），收购瑞典初创同业iZettle，以扩展店内支付服务覆盖率。
2018年6月4日PayPal收购人工智能（AI）零售系统开发商Jetlore。
2018年6月20日PayPal斥资4亿美元收购团体付款平台HyperWallet。
2018年6月25日PayPal斥资1.2亿美元收购反诈骗风险管理平台Simility，将以此加强自己的相关安全功能。
2019年9月30日PayPal透过子公司美银宝信息技术（上海）有限公司，收购海航集团旗下第三方支付公司国付宝信息科技有限公司70%的股权，成为国付宝实际控制人并进入中国支付服务市场，PayPal也为首家进入大陆市场的外资支付机构。
2019年11月22日PayPal以40亿美元现金收购购物优惠券平台Honey的母公司Honey Science。
2021年3月8日，Paypal收购Curv，交易金额未披露。
2021年5月7日，Paypal收购Chargehound，交易金额未披露。
2021年5月13日，Paypal收购Happy Returns，交易金额未披露。

## 特点
- PayPal上所有付款人等同于买家(buyer)，而收款人等同于卖家(seller)。
- 付款免费；本国（同一国家）收款收取1.5%+0.3美元，跨国（不同国家）收取3.9%+0.3美元；亦可申请小额收款（国内）5%+0.05美元，跨国6%+0.05美元[9]。其他币种参考相关说明。
- 只要登录后，即可以付款；商品付款会要求确认并扣手续费；集中付款由付款方支付手续费，收款方无需确认即收款。
- 保护买家（付款人）原则：如果付款人已经付款，但之后提出申诉，PayPal会不问原由地冻结那笔资金，并即时退回。待双方自行谈妥后，再重新付款。但这样往往被诈骗分子利用，所以在eBay以外做交易，是非常没有保障的。
- 限制或冻结账户：最小的限制是不能注销账户；账户被冻结后，只能收款不能付款、提现。只能向PayPal求助解冻，但需要漫长的等待。最大的限制是180天限制，主要针对侵权及违反法律规定的交易。
- 信息审核：PayPal会严格审核用户的个人资料，目的是禁止洗黑钱或资金流向恐怖分子，或朝鲜、伊朗等国家。如账户中涉及企业、组织等属性会被要求上传税单、地址等证明，一旦不如期提供即会被冻结账号。越高级的账号越多审查，因此个人账户一般很少审查。PayPal会经常检测用户登录账号时的IP，如常变换IP则会被限制（甚至冻结），这样虽然可以有效防止账号被盗用，但是如果经常用手机上网，或用周围的Wi-Fi上网，就有被限制的风险，也相当不便。

### 优点
- 保护付款人。
- 支持多币种，并能即时兑换（但要收2.5%的手续费）。
- 中國大陸对中國大陸用户收款1.5%+0.3美元，非美元不能享受。
- 个人账号收款免费，但于2012年已经取消此优惠，即所有账号类型都统一收费。
- 美国银行与香港银行取现免费。
  - 美国银行提取美元
  - 香港银行大于1,000港元免费，少于1,000港元收取3.50港元。需先将币种兑换为港币，会损失兑换的费用。
- 其他国家的提现方法有：电汇（收取35美元费用）、支票（收取5美元费用，但有寄失的风险，支票退回也要同样收费，另外银行托收也需要额外费用，实际比电汇要高），PayPal不允许付款至他人的方式取现，有被冻结的风险。
- 付款后有60天的反悔期。买家付款后，买家可在45天内发起未收到货的投诉；买家收到的产品与购买时描述不符，也可发起争议。

### 缺点
- 对收款人限制特别多：如忽然收到一笔不明来源的款项就会被PayPal认为是可疑款项而限制，并要求解释款项的来源，如解释得不到PayPal接受则被永久冻结。
- 大量用户反映账户资金无缘无故被冻结，咨询客服只得到模棱两可的解释，被冻资金贝宝作何用途不得而知。解冻时间长，需要提供许多隐私资料。
- 收款手续费高，本国2.4%－3.4%+0.3美元，外国2.9%－3.9%+0.3美元。
- 對商戶保障不高，有退单拒付的風險
- 收款時間過慢

## 评价
PayPal作為電子錢包只有基本的付款與收款功能，收款、提現都要收費。其主要特色是使用信用卡付款透過PayPal保護了隱私，但是手續費相較於其他支付工具（如skrill、payza）相对比較高昂。
在eBay交易中，通過“信用”、“評價”的規則，買賣雙方會受到一定的保護。但是其保護機制較偏向買家一方。在eBay以外交易，只要向PayPal申訴“未授權交易”，或是向銀行申訴“信用卡被盜”，PayPal就可以馬上退回款項。对于这项机制，PayPal提供的反悔期達60天。
PayPal与eBay的相关手续费高昂，例如收款一般为4.4%+0.3美元，而Skrill仅为付款1%（1欧元（或约0.67美元）封顶），Payza收款仅2.5%+0.25美元。提现费PayPal电汇费高达35美元，Skrill仅2.4美元，Payza为15美元。

## 卡特里娜颶風募款爭議
2005年9月，佛罗里达州检察官总署關閉了一個透過PayPal籌募卡特里娜颶風賑災經費的網站，指該網站違例募捐。
另外，PayPal也把Something Awful網站站長Richard Kyanka的帳戶凍結，他的帳戶用作為紅十字會籌募卡特里娜颶風賑災經費，在9小時內籌得30,000美元後，PayPal便把他的帳戶凍結，而解凍條件是要提交「物品付運證明」。Kyanka沒有透過該帳戶銷售物品，並向PayPal表示該筆錢是捐助紅十字會，PayPal回應說不能這樣做，但可以提交予另一慈善團體United Way，最初Kyanka答允傳錢予United Way，但後來他發現United Way面對的法律問題後，便要求PayPal退回款項。

## PayPal中國大陸
PayPal在中国大陆设有贝宝支付（北京）有限公司，是2005年與上海網付易信息技術有限公司合作開通的網絡支付服務。貝寶使用人民幣作為唯一的貨幣，不能兌換其他貨幣用作國際支付。
从PayPal提现到中國大陸有四种途径：
- 提现到中國大陸的银行，是比较实用的方式。目前中國大陸有13家银行可支持PayPal提现，PayPal固定收取35美元，提現失败的退还费用是15美元。由于电汇方式費用固定（35美元，等於在香港银行兌換1,400美元所收取的2.5%的兑换费），故超过1,400美元以电汇提现費率更低。中國大陸的银行有50,000美元／年的限额，香港银行没有限制。
- 通过香港银行提现，美元兑成港元收2.5%兑换费，1,000港元或以上免费，1,000港元以下收3.5港元。提现失败的退还费是20港元。通过香港银行提现是比较方便廉价快捷的方式，网上流行的招行两地一卡通已经于2012年停止办理，并且分拆为中国招行卡与香港招行卡两张卡。除了招行之外，中国银行、工商银行、交通银行、建设银行都允许内地人在内地申请香港户，也可亲自到香港开户2天左右。不过香港账户普遍要收年费，活期10万元以上免费，不足则收取约60港元，另外还要算上港元兑人民币的汇率。当然直接使用港元比较划算，适合经常去香港消费的人士。
- 提现到美国的本地银行，但是需要亲自到美国开户，并要提供美国居住证明、社保号、驾驶证等证明，非美国人很难开户。
  - 此外，还可以从PayPal免费提现到Payoneer虚拟美国账号和Payoneer万事达预付卡。一般2天内都能到账，到时可以拿Payoneer卡在中國大陸的银行ATM取出人民币。但需要注意的是，以上只是说paypal提现免费，payoneer補發新卡$12.95，年费$29.95，目前Payoneer已不收取入账费，提现到银行的话收1.2%的手续费。[12][13]ATM提款或销售点/银行柜台现金支出每次收$3.15，加上汇率转换3.5%。提现费用实际上比电汇更加高昂[14]
- 申请支票，如果经中介行要托收将增加提现成本，存在寄失的风险，不比电汇便宜。
- PayPal 公司通力合作為中國市場度身定做的網絡支付服務。由於中國現行的外匯管制等政策因素，PayPal貝寶僅在中國地區受理人民幣業務。若您是從事跨國交易的賣家，建議您使用PayPal賬戶。

## PayPal台灣
2014年3月31日起，玉山銀行引入Paypal合作，稱作「玉山全球通」提領服務。
2015年9月9日，PayPal網站宣布停止台灣內帳戶間收付款交易，只提供跨國交易。
2017年3月至5月9日，PayPal陸續關閉台灣帳號之台灣內收付交易功能。